# Jednokładność

Obraz trójkąta w jednokładności
o środku i skali 5/3

Jednokładność, homotetia (gr. ὁμοίως + θέσεις = pokrewieństwo) o środku {\displaystyle r} i niezerowej skali {\displaystyle k} – odwzorowanie geometryczne prostej, płaszczyzny lub przestrzeni, określone następująco:
{\displaystyle J_{r}^{k}(p)=q\quad {\mbox{ gdzie }}{\vec {rq}}=k\cdot {\vec {rp}}.}
Z definicji w szczególności wynika, że:
{\displaystyle J_{r}^{k}(r)=r.}
Liczba {\displaystyle k} nazywana jest także stosunkiem jednokładności.
Dla {\displaystyle k=1} jednokładność jest odwzorowaniem tożsamościowym, dla {\displaystyle k=-1} jednokładność jest symetrią środkową o środku {\displaystyle r.} Każda jednokładność jest podobieństwem o skali {\displaystyle |k|.} Dwie figury {\displaystyle F_{a}} i {\displaystyle F_{b}} są jednokładne, gdy istnieje punkt {\displaystyle r} i niezerowa skala {\displaystyle k} takie, że jednokładność przekształca figurę {\displaystyle F_{a}} na figurę {\displaystyle F_{b}.}
Ważną własnością jednokładności jest to, że dowolne podobieństwo na płaszczyźnie, w przestrzeni itd. jest złożeniem pewnej izometrii i pewnej jednokładności.
Zbiór jednokładności o wspólnym środku {\displaystyle r} jest grupą, przy tym
- złożenie jednokładności {\displaystyle J_{r}^{l}\circ J_{r}^{k}} jest jednokładnością {\displaystyle J_{r}^{l\cdot k},}
- jednokładnością odwrotną do {\displaystyle J_{r}^{k}} jest {\displaystyle J_{r}^{1/k},}
- jednością grupy jest tożsamość {\displaystyle J_{r}^{1}.}

W przypadku złożenia dwóch jednokładności {\displaystyle J_{s}^{l},J_{r}^{k}} o dowolnych środkach zachodzą dwie możliwości:
- jeśli {\displaystyle k\cdot l=1,} to {\displaystyle J_{s}^{l}\circ J_{r}^{k}} jest translacją {\displaystyle T_{(1-l){\vec {rs}}}} tzn. translacją o wektor {\displaystyle (1-l){\vec {rs}},}
- jeśli {\displaystyle k\cdot l\neq 1,} to {\displaystyle J_{s}^{l}\circ J_{r}^{k}} jest jednokładnością {\displaystyle J_{r+{\tfrac {1-l}{1-kl}}{\vec {rs}}}^{k\cdot l}.}

Ponadto dla jednokładności {\displaystyle J_{r}^{k},k\neq 1} i translacji {\displaystyle T_{\mathbf {v} }} o wektor {\displaystyle \mathbf {v} } zachodzi:
- złożenie {\displaystyle J_{r}^{k}\circ T_{\mathbf {v} }} jest jednokładnością {\displaystyle J_{r+{\tfrac {k}{1-k}}\mathbf {v} }^{k},}
- złożenie {\displaystyle T_{\mathbf {v} }\circ J_{r}^{k}} jest jednokładnością {\displaystyle J_{r+{\tfrac {1}{1-k}}\mathbf {v} }^{k}.}

Oznacza to, że zbiór jednokładności wraz ze zbiorem translacji tworzy grupę przekształceń geometrycznych. Jest ona izomorficzna z grupą dylatacji.